# Valdostana pezzata rossa

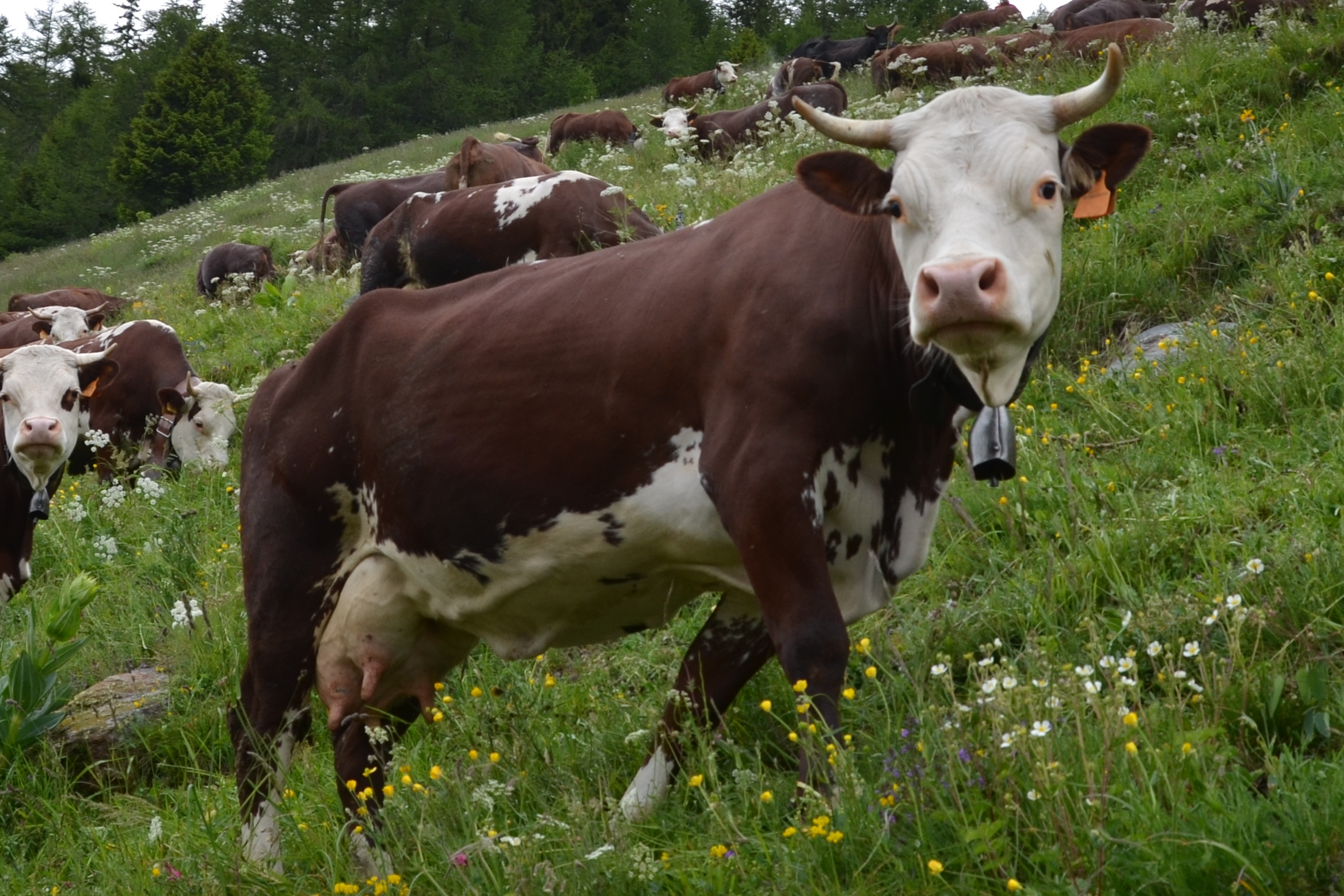

La Valdostana pezzata rossa - in francese, Valdostaine pie rouge - è una razza bovina italiana.

## Origine
Appartiene al ramo delle pezzate rosse di montagna. Viene dalla Valle d'Aosta, dalla quale trae il suo nome. Fa parte della popolazione originaria del ramo di sud-est dell'arco alpino. Il suo libro genealogico è stato inaugurato nel 1985. Nel 2002 il numero di animali era di 14.200, di cui 409 tori da riproduzione
.
Una sua sottorazza è la Razzetta d'Oropa.

## Morfologia
Ha un mantello rosso con macchie chiare. Assomiglia alla Evolène, sua cugina svizzera. Si tratta di una razza di medie dimensioni, ma pesante con un'altezza di 130 cm per 500 kg per le vacche e 135 cm per 650 kg nei tori. Ha una silhouette massiccia e muscolosa. Le corna sono corte e spesse.

## Attitudini
Questa razza è classificata con tendenza mista latte. Produce un ricco contenuto di proteine del latte ed è molto apprezzata nel settore delle carni. Queste sono le vacche efficaci nelle loro zone di origine in climi avversi, dove vengono sfruttate nel sistema di transumanza con la piena estate all'aperto sulle Alpi.